# Среднее (Тернопольская область)
Сре́днее (укр. Середнє) — село в Подгаецкой городской общине Тернопольского района Тернопольской области Украины.
До 2020 года входило в Подгаецкий район.
Население по переписи 2001 года составляло 211 человек. Почтовый индекс — 47516. Телефонный код — 3542.